# Мусхед (језеро)
Мусхед (енгл. Moosehead Lake) је језеро у Сједињеним Америчким Државама. Налази се на територији америчке савезне државе Мејн. Површина језера износи 303 km².